# Life or Something Like It
 Life or Something Like It és una comèdia americana dirigida per Stephen Derek el 2002. La música original ha estat composta per David Newman.

## Argument
Lanie Kerrigan, una jove i ambiciosa periodista de Seattle, porta una vida de somni: és promesa amb Cal Cooper, un jugador de beisbol, posseeix un molt bonic pis i hauria de ser properament contractada per un dels canals de televisió més vistos dels Estats Units.
Però un dia, mentre que fa una entrevista, en el marc d'un reportatge, el profeta Jack, un popular sense sostre, la seva vida canvia. Aquest posseeix en efecte un do de vidència i pot predir amb antelació els resultats de competicions esportives. Li anuncia que no li queden més que set dies de vida.
Primer, Lanie creu que és una broma, una venjança de part de Pete, el seu càmera, amb qui passa el temps discutint. Però com totes les prediccions del "vagabund-mèdium" són exactes, comença a tenir por i replanteja la seva vida i les seves prioritats...

## Repartiment
- Angelina Jolie: Lanie Kerrigan
- Edward Burns: Pete (com Ed Burns)
- Tony Shalhoub: Profeta Jack
- Christian Kane: Cal Cooper
- James Gammon: Pat Kerrigan
- Melissa Errico: Andrea
- Stockard Channing: Deborah Connors
- Lisa Thornhill: Gwen
- Gregory Itzin: Dennis (com Greg Itzin)
- Max Baker: Vin
- Andromeda Dunker: Mo
- Jesse James Rutherford: Tommy
- Veena Sood: Doctor
- Amanda Tapping: Carrie Maddox
- Dan Lewis: Jake Manning
- Margo Myers: Lori Ruben
- Christopher Shyer: Mark Laughlin

## Nominacions
- Premi Razzie 2003 a la pitjor actriu per Angelina Jolie